# آب آهک

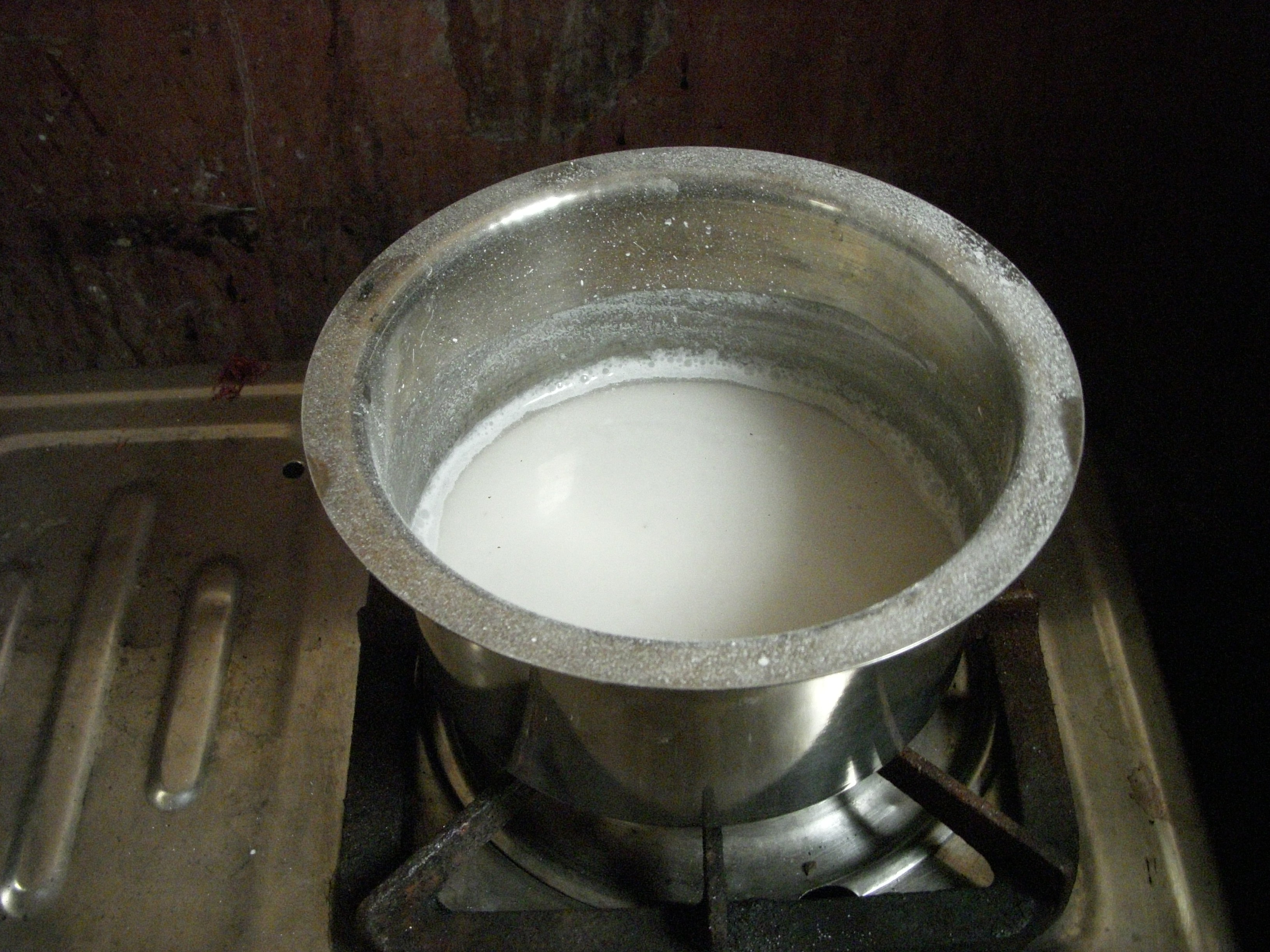
آب آهک

آب آهک نام رایج محلول آبی اشباع شده هیدروکسید کلسیم است. هیدروکسید کلسیم، Ca(OH)2، به ندرت در دمای اتاق در آب حل می‌شود. (۱٫۵ گرم در لیتر در دمای ۲۵ درجه سانتی گراد) آب آهک «خالص» (یعنی کمتر یا کاملاً اشباع شده) شفاف و بی‌رنگ است، همراه با بوی خفیف خاکی و طعمی گس/تلخ مانند می‌باشد. ماهیت طبیعی آن با پی اچ ۱۲٫۴ است.
آب آهک را می‌توان با مخلوط کردن هیدروکسید کلسیم (Ca(OH)2) با آب و حذف محلول حل نشده اضافی (مثلاً با فیلتراسیون) تهیه کرد. هنگامی که به محلول اشباع آن، کلسیم هیدروکسید اضافی اضافه می‌شود (یا زمانی که شرایط محیطی تغییر می‌کند، به عنوان مثال زمانی که دمای آن به اندازه کافی افزایش می‌یابد) در نتیجه همگن شدن کلسیم هیدروکسید به‌صورت مخلوط سوسپانسیونی فوق اشباع، محلول شیری رنگی حاصل می‌شود که آب آهک گفته می‌شود. این مایع به‌طور سنتی به عنوان شیر آهک نیز شناخته شده‌است.